# Sjökullarna

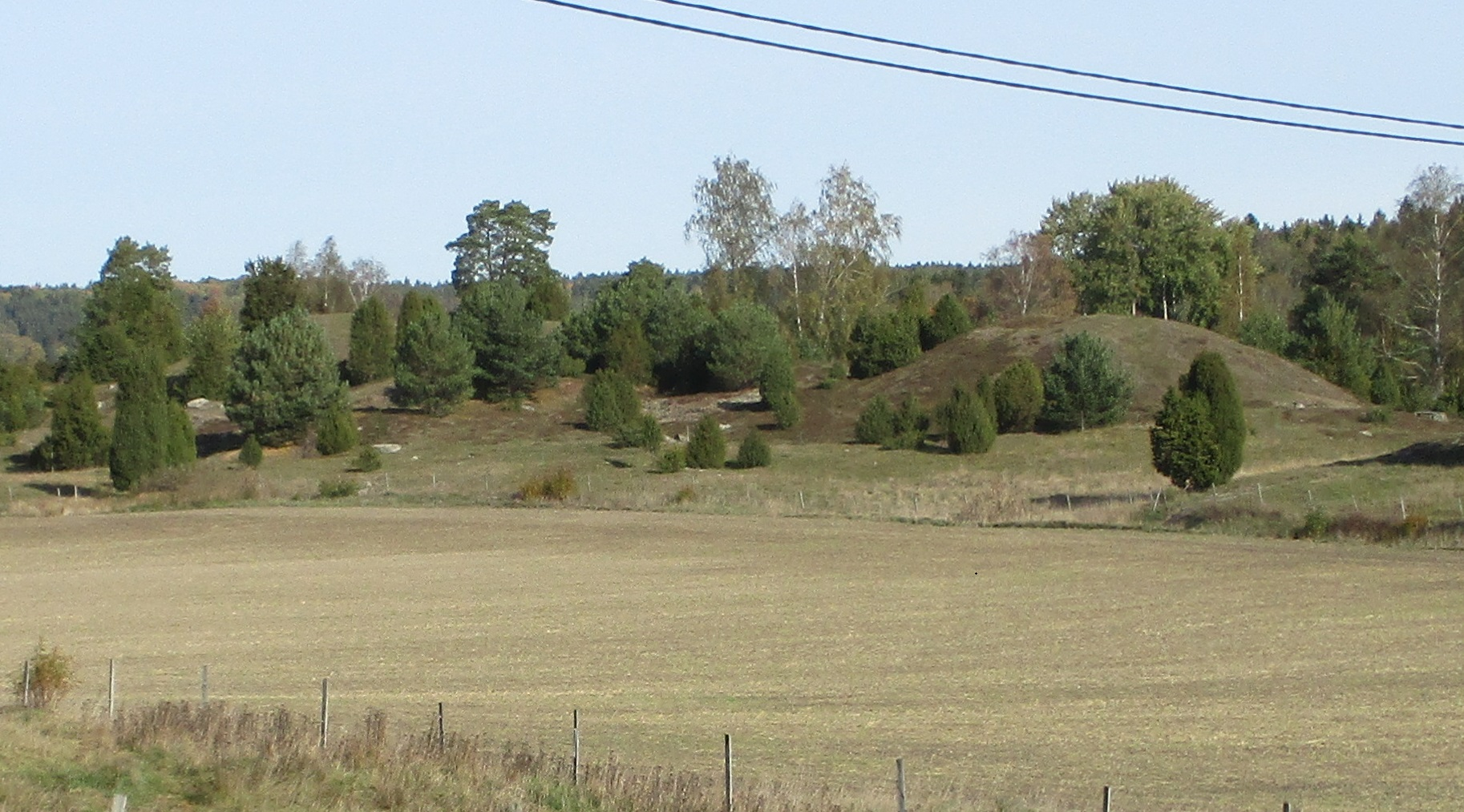
Die beiden Königshügel mit 30,0 m Durchmesser

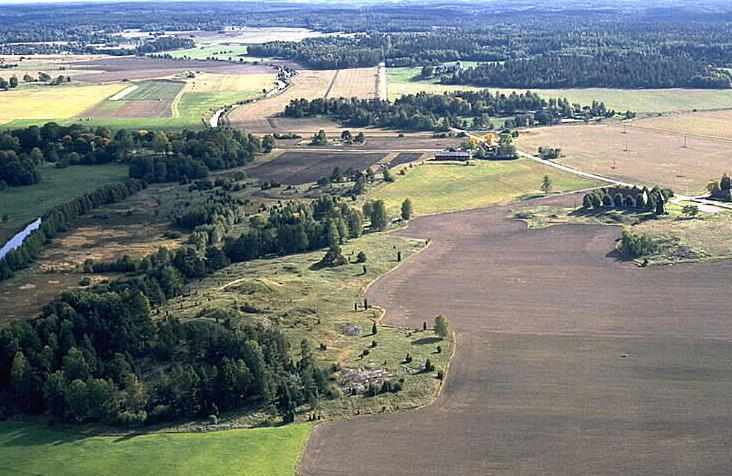
Sjökullarna

Die Sjökullarna (deutsch „Seehügel“; RAÄ-Nr. Vada 10:1) sind ein 315 × 110 m messendes Gräberfeld nördlich von Vada nahe dem Fluss Husaån in der Gemeinde Vallentuna in Uppland in Schweden. Das Gräberfeld umfasst 114 Denkmäler, darunter knapp 100 runde und quadratische Steinsetzungen, 10 Grabhügel, drei Treudds und einen Hausgrundriss. Die Überreste wurden in die Vendelzeit (550–800 n. Chr.) datiert.
Sjökullarna ist die größte Ansammlung von Großhügeln in Vallentuna. Dies sowie die strategisch günstige Lage am „Långhundraleden“, einem wikingerzeitlichen Wasserweg zwischen Uppsala und der Ostsee, legen nahe, dass Vada im Attundal in der Eisenzeit ein bedeutendes Machtzentrum war.
Die Vadakullarna sind die drei Großhügel, die dem Gräberfeld den Namen gaben. Die beiden größten haben etwa 30,0 m Durchmesser, mehr als 4,0 Meter Höhe und sind neben dem Kööhögen (5,0 m hoch – 35,0 m Durchmesser) in Orkesta (RAÄ-Nr. Orkesta 30:1) die größten ihrer Art in Vallentuna. Der dritte Hügel ist 3,0 Meter hoch und hat etwa 20,0 m Durchmesser. Der größte Treudd hat etwa 22,0 Meter Seitenlänge. Der Hausgrundriss ist leicht bogenförmig, etwa 18,0 Meter lang, mit einzelnen Steinen auf der Oberfläche.